# Nea (artist)
Nea, artistnamn för Anna Linnea Södahl, född 17 september 1987 i Port Elizabeth i Sydafrika, är en svensk sångerska och låtskrivare.

## Musikkarriär
Nea föddes i Sydafrika, där hennes föräldrar Hanne och Ulf Södahl (nu Ulf Fredeväg) arbetade under täckmantel mot apartheidsystemet, men hon är uppvuxen i Alingsås. De var officiellt i Sydafrika som missionärer för Svenska kyrkan, men hade ett hemligt uppdrag från Diakonia att stödja anti-apartheidrörelser. De flyttade därifrån när hon var tre år. Hon återvände under sena tonåren och arbetade som volontär i tre månader på barnhem, samt har skrivit musik med non-profit organisationen ’’Star For Life’’ i landet.
Nea började på allvar lägga ner tid på musiken under sina gymnasiestudier.  Hon gick därefter vidare och spelade jazz i Linköping, men när hon tyckte hennes gitarrspel behövde utvecklas åkte hon till Havanna på Kuba i fyra månader och tog privatlektioner.
2007 bodde hon i Barcelona, och det var där hon spelade in sina första egna låtar, vilket sedan ledde till att hon ställde upp i och vann Svensktoppen nästa i Göteborg, med låten  By Surprise.
Nea gick på en tvåårig utbildning för låtskrivare och producenter hos Musikmakarna i Örnsköldsvik. Hon slutade den 2015 och mottog året efter flera priser för musik hon skrivit i samarbete med andra på utbildningen.
Som låtskrivare har Nea framträtt under namnet Linnea Södahl och bland annat skrivit låtar till Zara Larsson, Tove Styrke, Tinie Tempah, Felix Jaehn, Twice och Axwell. En av hennes mest kända låtar, Lush Life, som hon är medskribent på, som blev en internationell hit och den mest spelade låten i Sverige under sommaren 2015, har sålt 10 gånger platina i Sverige samt platina i UK och US. Hennes låtar, som låtskrivare och sångare, har fått cirka två miljard spelningar på Spotify.
Den 22 december 2019 låg Nea på plats ett som sångerska och tre som låtskrivare på svensktoppen med låtarna Some say och "Fira jul med mig" (sjungen av Linnea Henriksson). Andra svenska artister hon skrivit låtar åt är Sabina Ddumba, Skott, Kasbo och SHY Martin.
Den 6 september 2019 släppte hon sin första egna låt som artist under artistnamnet Nea. Debutsingeln “Some Say” släpptes genom Milkshake Label (Sony Music Sverige) och blev en stor internationell hit och den 13e mest spelade låten på europeisk radio 2020. I Sverige låg den på Svensktoppen i 57 veckor. Den 10 januari 2020 släpptes en remix av “Some Say” gjord av tyska DJ:n Felix Jaehn.
Den 12 juni 2020 släppte Nea sin debut-EP “Some Say EP” som förutom “Some Say” även inkluderade singlarna “Dedicated”, “TG4M” och “Drunk Enough To”.
Under den spanska musikgalan Los40 Music Award uppträdde Nea, samtidigt som hon var nominerad i två kategorier, varav hon vann kategorin ”Bästa internationella dans”.

## Diskografi

### Album
| Titel       | Detaljer                                                            |
| ----------- | ------------------------------------------------------------------- |
| Transparent | - Släppt: 10 november 2023 - Format: Digital nedladdning, streaming |

### Extended plays
| Titel    | Detaljer                                                                                     |
| -------- | -------------------------------------------------------------------------------------------- |
| Oh My    | - Släppt: 10 maj 2012 - Format: Digital nedladdning, streaming                               |
| Some Say | - Släppt: 12 juni 2020 - Skivbolag: Milkshake, Sony - Format: Digital nedladdning, streaming |

### Singlar

#### Som huvudartist
| Titel                                                   | År   | Högsta listposition | Högsta listposition | Högsta listposition | Högsta listposition | Högsta listposition | Högsta listposition | Högsta listposition | Högsta listposition | Högsta listposition | Certifiering                                    | Album            |
| Titel                                                   | År   | SWE                 | AUS                 | AUT                 | BEL (Fla)           | BEL (Wal)           | FRA                 | GER                 | NOR                 | SLK                 | Certifiering                                    | Album            |
| ------------------------------------------------------- | ---- | ------------------- | ------------------- | ------------------- | ------------------- | ------------------- | ------------------- | ------------------- | ------------------- | ------------------- | ----------------------------------------------- | ---------------- |
| "Some Say"                                              | 2019 | 12                  | 13                  | 9                   | 4                   | 1                   | 14                  | 15                  | 6                   | 1                   | - ARIA: Platina - BVMI: Platina - SNEP: Diamant | Some Say         |
| "TG4M"                                                  | 2020 | 86                  | —                   | —                   | —                   | —                   | —                   | —                   | —                   | —                   |                                                 | icke-albumsingel |
| "Dedicated"                                             | 2020 | —                   | —                   | —                   | —                   | —                   | —                   | —                   | —                   | —                   |                                                 | Some Say         |
| "Diablo" (med Nio Garcia)                               | 2020 | —                   | —                   | —                   | —                   | —                   | —                   | —                   | —                   | —                   |                                                 | icke-albumsingel |
| "Don't Deserve This" (både med Sandro Cavazza och Tibz) | 2021 | —                   | —                   | —                   | —                   | —                   | —                   | —                   | —                   | —                   |                                                 |                  |
| "Sucker for You"                                        | 2021 | —                   | —                   | —                   | —                   | —                   | —                   | —                   | —                   | —                   |                                                 |                  |

#### Som featured artist
| Titel                                                         | År   | Högsta listposition | Högsta listposition | Högsta listposition | Högsta listposition | Album |
| Titel                                                         | År   | AUT                 | BEL (Fla)           | BEL (Wal)           | GER                 | Album |
| ------------------------------------------------------------- | ---- | ------------------- | ------------------- | ------------------- | ------------------- | ----- |
| "No Therapy" (Felix Jaehn featuring Nea och Bryn Christopher) | 2019 | 64                  | —                   | —                   | 14                  | TBA   |

1. ↑  "Diablo" kom inte in på "Tipparade of Flanders", men kom in på "Bubbling Under".
2. ↑  "Diablo" kom inte in på "Tipparade of Wallonia", men kom in på "Bubbling Under".
3. ↑  "No Therapy"  kom inte in på "Tipparade of Flanders", men kom in på "Bubbling Under".
4. ↑  "No Therapy"  kom inte in på "Tipparade of Wallonia", men kom in på "Bubbling Under".

## Utmärkelser och nomineringar
| År   | Utmärkelse                       | Kategori                        | Resultat  |
| ---- | -------------------------------- | ------------------------------- | --------- |
| 2008 | Svensktoppen nästa               | P4 Göteborg                     | Vinst     |
| 2016 | Denniz Pop Awards                | Årets Rookie Låtskrivare        | Vinst     |
| 2016 | Musikförläggarnas pris           | Årets låt                       | Vinst     |
| 2016 | Musikförläggarnas pris           | Årets mest spelade låt          | Vinst     |
| 2017 | SKAP-galan                       | Topliner-priset                 | Vinst     |
| 2020 | Grammisgalan 2020                | Årets Kompositör                | Nominerad |
| 2020 | NRJ Music Awards                 | Årets nykomling                 | Nominerad |
| 2020 | LOs40 Music Awards               | Bästa internationella nykomling | Nominerad |
| 2020 | LOs40 Music Awards               | Bästa internationella dans      | Vinst     |
| 2020 | P3 Guld                          | Framtidens artist               | Nominerad |
| 2020 | Music Moves Europe Talent Awards | Best Pop                        | Nominerad |